# Рамирес
Рамирес Сантос до Насименто (порт. Ramires Santos do Nascimento; 24. март 1987) бивши је бразилски фудбалер који је играо на позицији везног играча. Играо је све када је у питању везни ред. Најбоље се сналазио на позицији задњег везног, због велике енергије коју поседује и могућностима које може да пружи у одбрани.
Рамирес своју каријеру започиње у Жонвилу 2005. године, затим прелази у Крузеиро у којем проводи тек нешто више од две сезоне. За Крузеиро је одиграо 61 меч и постигао је солидних 12 голова. Године 2009. се сели у Португал, где потписује уговор са португалским гигантом Бенфиком. Ту се задржао само једну сезону, али је његов допринос клубу био огроман. Те године Бенфика се пење на трон у Португалском првенству. А Рамирес скреће пажњу на себе сјајним играма на свим фронтовима. Лета 2010. године прелази у Лондонски Челси за који потписује четворогодишњи уговор. Деби за популарне „плавце“ је одиграо у победи Челсија од 2:0 над екипом Стоук ситија крајем августа 2010. године, а први гол постиже у победи Челсија од 4:0 над екипом Болтон вондерерсима.
Дебитовао је у бразилској фудбалској репрезентацији 6. јуна 2009. године, против Уругваја.

## Награде

### Бенфика
- Првенство Португалије: 2009/10.
- Лига куп Португалије: 2009/10.

### Челси
- Премијер лига: 2014/15.
- ФА куп: 2011/12.
- Лига куп Енглеске: 2014/15.
- УЕФА Лига шампиона: 2011/12.
- УЕФА Лига Европе: 2012/13.

### Палмеирас
- Куп Бразила: 2020.
- Првенство Сао Паула: 2020.
- Копа Либертадорес: 2020.